# Микельсон, Фил
Филип Альфред (Фил) Микелсон (англ. Philip Alfred Mickelson, род. 16 июня 1970, Сан-Диего, Калифорния, США) — профессиональный американский гольфист, 6-кратный победитель «мэйджоров». Самый возрастной в истории победитель «мэйджора» — в 2021 году выиграл PGA Championship в возрасте 50 лет, 11 месяцев и 7 дней. Высшее место в мировом рейтинге — 2-е. В 2012 году был включён в Мировой зал славы гольфа. Прозвище — «Лефти» (Левша). 

## Ранние годы
Родился в 1970 году в Сан-Диего. Под отцовским руководством играть в гольф научился ещё в дошкольном возрасте. Хотя Микелсон был правшой, он неизменно играл левой рукой, за что в будущем получил прозвище «Левша». В 1991 году, будучи игроком-любителем, он уже одержал свою первую победу в турнире PGA тура на «Northern Telecom Open».

## Профессиональная карьера
В 1992 Микелсон окончил Университет штата Аризона и в том же году перешёл в профессионалы. Спустя четыре года он уже был в центре внимания гольф-сообщества: к тому времени ему удалось первенствовать в ряде турниров, в том числе в Чемпионате мира по гольфу в 1996 году. В 2000 он одержал победу в «Buick Invitational», одержав верх над фаворитом турнира Тайгером Вудсом.
В 2004 году Микелсон, имевший до этого репутацию сильного игрока, не выигрывавшего ни единого серьёзного турнира, наконец одержал первую победу в мэйджоре, первенствовав в Мастерс. Спустя год американец оформил победу на другом мэйджоре — Чемпионате Профессиональной ассоциации гольфистов (PGA Championship), где его результат составил 276 ударов (пар минус 4): победу он смог одержать благодаря бёрди на 18-й последней лунке, таким образом в итоге на один удар опередив преследователей в лице Томаса Бьорна и Стива Элкингтона. В следующем году он вновь выиграл Мастерс, а также достиг второй строчки мирового рейтинга игроков, что является его лучшим показателем в карьере. Четвёртым выигранным мэйджором стал для него Мастерс-2010, где им был показан результат минус 16 пар. В 2012 году спортсмен был включён во Всемирный зал славы гольфа.
Согласно журналу Forbes, Микелсон является одним из самых высокооплачиваемых в мире спортсменов: в составленном в 2012 году рейтинге он занимает 7-е место с годовым заработком в 47,8 миллионов долларов.

## Победы в турнирах мэйджор (6)
- 2004, 2006, 2010 — Мастерс
- 2005, 2021 — PGA Championship
- 2013 — The Open Championship